# Эффект Дембера
Эффект Дембера — явление в физике полупроводников, состоящее в возникновении электрического поля и ЭДС в однородном полупроводнике при его неравномерном освещении за счёт разницы подвижностей электронов и дырок.
Время установления стационарного значения ЭДС Дембера при постоянном освещении определяется временем установления диффузионно-дрейфового равновесия, близким к максвелловскому времени релаксации. Нестационарный эффект Дембера, вызываемый импульсным освещением, используется для генерации терагерцового излучения. Наиболее сильный эффект Дембера наблюдается в полупроводниках с узкой запрещенной зоной и высокой подвижностью электронов, например в InAs и InSb.

## Физика явления
При освещении поверхности полупроводника светом с длиной волны, лежащей в области собственного поглощения, образование неравновесных электронов и дырок происходит в основном вблизи этой поверхности. Возникшие электроны и дырки диффундируют из области более освещаемой в более затемнённую. Коэффициент диффузии у электронов больше, чем у дырок, поэтому электроны быстрее распространяются от освещённого места. Пространственное разделение зарядов приводит к возникновению электрического поля,  направленного от поверхности в глубь кристалла. Это поле тянет медленное облако дырок и замедляет быстрое облако электронов. В результате между освещённой и неосвещённой точками образца возникает ЭДС, получившая название ЭДС Дембера.

## Математика
Величина ЭДС Дембера в отсутствие ловушек и без учёта поверхностной рекомбинации определяется формулой:
{\displaystyle \ U=-{\frac {D_{n}-D_{p}}{\mu _{n}+\mu _{p}}}\int \limits _{0}^{l}{\frac {d\sigma }{\sigma }}},
где {\displaystyle \ D_{n}} — коэффициент диффузии электронов, {\displaystyle \ D_{p}} — коэффициент диффузии дырок, {\displaystyle \ \mu _{n}} — подвижность электронов, {\displaystyle \ \mu _{p}} — подвижность дырок, {\displaystyle \ l} — расстояние от освещаемой поверхности до места, где уже нет неравновесных носителей.
Используя обозначение {\displaystyle \ b={\frac {\mu _{n}}{\mu _{p}}}} и соотношение Эйнштейна {\displaystyle \ eD_{n,p}=\mu _{n,p}k_{B}T}, можно взять интеграл по {\displaystyle \ l}, чтобы получить окончательное выражение для ЭДС:
{\displaystyle \ U={\frac {kT}{e}}{\frac {b-1}{b+1}}ln{\frac {\sigma (0)}{\sigma (l)}}}.

## История
Открыт немецким физиком X. Дембером (Н. Dember; 1931); теория разработана Я. И. Френкелем (1933), немецким физиком Г. Фрёлихом (1935), Е. М. Лифшицем и Л. Д. Ландау (1936).

## Поперечная ЭДС Дембера
В анизотропных кристаллах, если освещаемая поверхность вырезана под углом к кристаллографическим осям,
появляется электрическое поле {\displaystyle \ E{_{D}}^{\perp }}, перпендикулярное градиенту концентрации. ЭДС между боковыми гранями образца в этом случае равна
{\displaystyle \ U_{\perp }=E{_{D}}^{\perp }d},
где {\displaystyle \ d} — длина освещённой части образца.